# Diogo Nogueira
Diogo Mendonça Nogueira (Rio de Janeiro, 26 de abril de 1981) é um cantor, compositor e apresentador brasileiro.

## Biografia

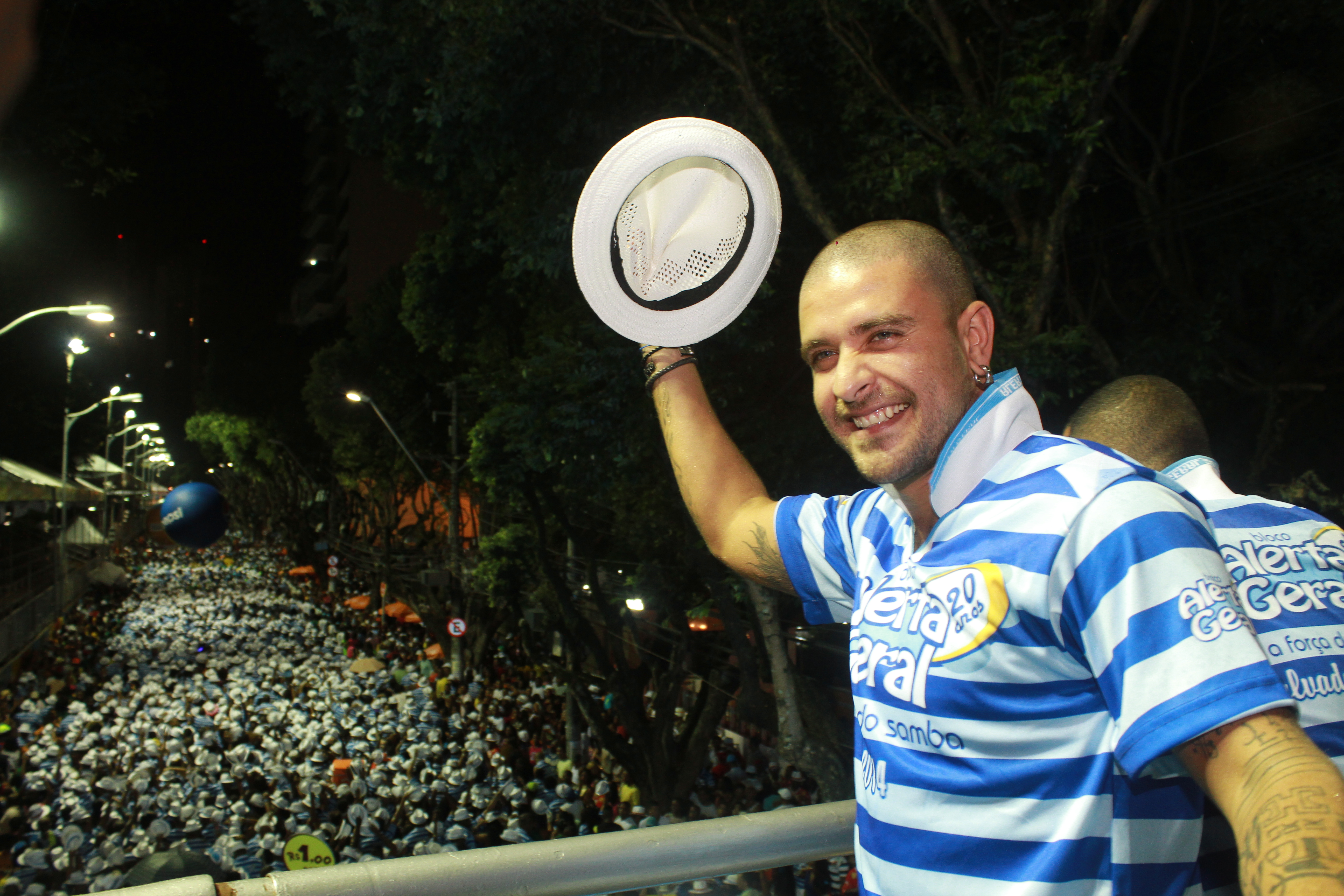
Nogueira no Carnaval da Bahia (2014)

Esteve nas rodas de samba do pai ao longo de toda a infância e adolescência, mas virou jogador de futebol, seguindo uma vontade do pai, o músico João Nogueira. Diogo Nogueira chegou a atuar pelo Cruzeiro de Porto Alegre, em 2005, após se destacar em jogos da várzea carioca. Ele assinaria um contrato com o empresário Baidek, mas teve uma lesão no joelho e voltou ao Rio de Janeiro. Novamente na sua terra natal, Diogo passou a frequentar rodas de samba e formou uma banda própria. Também assinou contrato com a gravadora EMI. Com o álbum "Diogo Nogueira Ao Vivo", Diogo se lançou na carreira de cantor solo. O álbum conta, em sua maioria, com sambas compostos por João, como "Espelho", "Poder da Criação" e "Clube do Samba". Mas possui também canções compostas por Diogo, como "Samba pros Poetas".
Diogo Nogueira conseguiu o que seu pai nunca havia conseguido na Ala de Compositores da Portela: emplacou o samba que foi cantado na avenida no Carnaval 2008. Ao lado de outros nomes, Diogo compôs "Reconstruindo a natureza, recriando a vida: o sonho vira realidade". A agremiação tirou o 4º lugar e voltou para o Sábado das Campeãs, após 10 anos ausente. Desde lá ganhou várias vezes consecutivas na Portela.
Em 2010, ganhou o prêmio de Melhor Artista ou Banda de MPB no VMB 2010. É apresentador do programa Samba na Gamboa, na TV Brasil e na TV Cultura. Em 2012, Diogo lançou a coletânea Samba Book - João Nogueira em homenagem à obra de seu pai.
Foi casado com Milena Nogueira por 15 anos (2003 a 2018), teve o filho Davi, e criou também o enteado Matheus, e fala com muito orgulho dos dois e do belo relacionamento que teve com esta família.

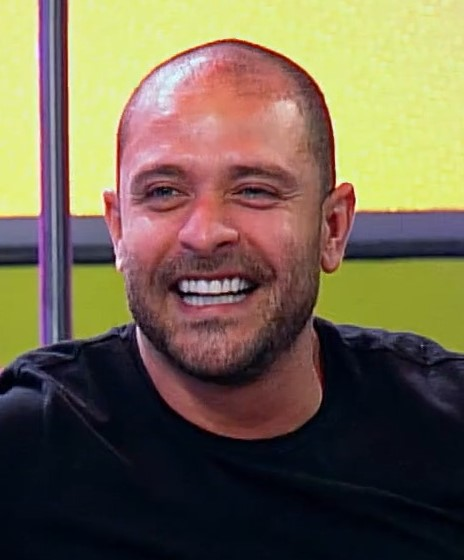
Nogueira em 2019.

Em 23 de julho de 2021, assumiu namoro com a atriz Paolla Oliveira. 

## Filmografia

### Televisão
| Ano       | Título                    | Papel         | Notas                       |
| --------- | ------------------------- | ------------- | --------------------------- |
| 2009-2022 | Samba na Gamboa           | Apresentador  | [ 8 ]                       |
| 2013      | Vai que Cola              | Di            | Episódio: "TPM"             |
| 2018      | Carcereiros               | Pérola Branca | Episódio: "Bens Bloqueados" |
| 2022      | Quanto Mais Vida, Melhor! | Zé do Pasto   | Episódio: "24 de maio"      |
| 2024      | Desejos S.A.              | Yaco Silva    |                             |

## Discografia
Álbuns de estúdio
- Poder da Criação (2007)
- Tô Fazendo a Minha Parte (2009)
- Mais Amor (2013)
- Bossa Negra (2014)
- Porta-Voz da Alegria (2015)
- Munduê (2017)
- Samba de Verão (2021)

Álbuns ao vivo

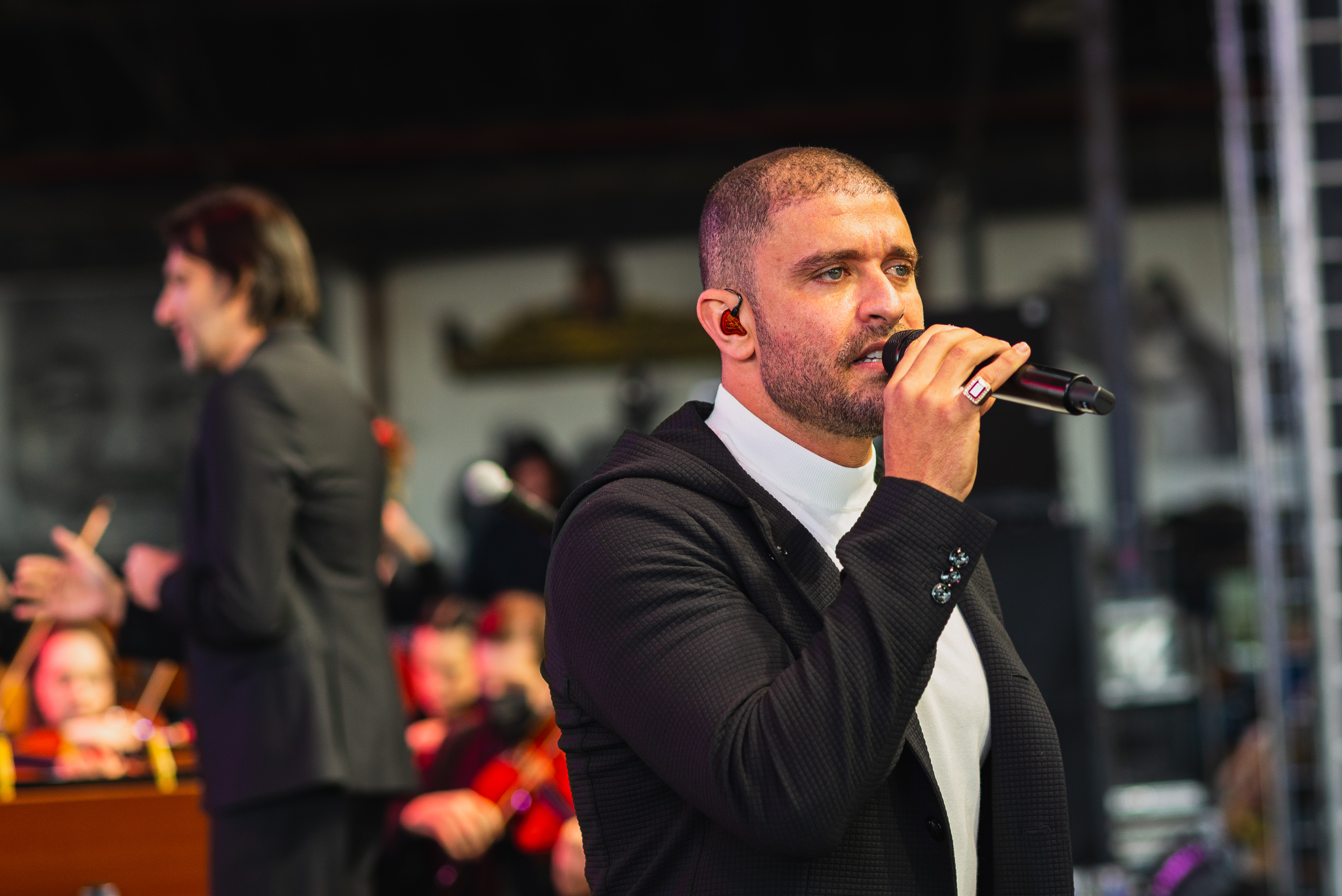
Virada Cultural Paulista (2022)

- Do Fundo do Nosso Quintal: Ao Vivo (2005)
- Diogo Nogueira: Ao Vivo (2007)
- Sou Eu: Ao Vivo (2010)
- Diogo Nogueira ao Vivo em Cuba (2012)
- Alma Brasileira: Ao Vivo (2016)
- Diogo Nogueira ao Vivo em Porto Alegre (2020)

## Prêmios e indicações

### Grammy Latino
- 2008: Melhor Artista Revelação (indicado)
- 2010: Melhor Álbum de Samba/Pagode: Tô Fazendo a Minha Parte
- 2011: Melhor Álbum de Samba/Pagode: Sou Eu ao Vivo (indicado)
- 2014: Melhor Álbum de Samba/Pagode: Mais Amor (indicado)[11]
- 2015: Melhor Canção em Língua Portuguesa: "Bossa Negra" com Hamilton de Holanda, e Marcos Portinari)
- 2017: Melhor Álbum de Samba/Pagode: Alma Brasileira (indicado[12])
- 2017: Melhor Canção em Língua Portuguesa: "Pé na Areia" (indicado[12])
- 2021: Melhor Álbum de Samba/Pagode: Samba de Verão (indicado[13])

### MTV Video Music Brasil
- 2009: Melhor Samba (indicado)
- 2010: Videoclipe do Ano: "Tô Fazendo a Minha Parte" (indicado)
- 2010: Melhor MPB

### Melhores do Ano
- 2010: Melhor Cantor (indicado)